# 926

926(구백이십육)은 925보다 크고 927보다 작은 자연수다.

## 수학
- 합성수로, 그 약수는 1, 2, 463, 926이다. 진약수의 합은 466이므로, 926은 부족수다.
  - 279번째 반소수다. 앞의 반소수는 923, 다음 반소수는 933이다.
- 82번째 불가촉수다. 앞의 불가촉수는 902, 다음은 934다.
- 자릿수 제곱합이 제곱수인 74번째 자연수다. 이 성질을 지닌 앞의 수는 900, 다음 수는 962이다. (OEIS의 수열 A175396)
  - {\displaystyle 9^{2}+2^{2}+6^{2}=81+4+36=121=11^{2}}
- {\displaystyle 926=139+149+151+157+163+167}
  - 연속하는 소수(素數) 6개의 합으로 나타낼 수 있으며, 이 성질을 지닌 앞의 수는 896, 다음 수는 960이다.
- {\displaystyle 21^{3}-1}은 926으로 나누어떨어진다.

## 과학
- NGC 926: 고래자리 방향에 있는 나선은하.
- 926 임힐데(영어판): 소행성.

## 교통
- 서울 지하철 9호선 언주역의 역번호.

## 군사
- LST-926(영어판): 제2차 세계 대전에 사용된 미국의 전차상륙함.
- U-926(영어판): 제2차 세계 대전에 사용된 나치 독일의 군용 잠수함.

## 문화유산
- 대한민국의 보물 제926호: 수월관음보살도

## 기타
- 날짜: 9월 26일
- 연도: 926년, 기원전 926년